# 南京南站猥亵女童事件
南京南站猥亵女童事件发生于2017年8月12日晚，青年男子段某某在南京南站候车室公开猥亵同行女童，事件经新浪微博曝光后，引发舆论关注中国大陆性暴力问题。8月14日，南京铁路警方在河南滑县将段某某抓获。

## 事件经过
8月12日17时左右，在南京南站候车室B6检票口，段某某与父母、养妹一同出行，另有一位熟人在场。段某某公开数度猥亵其妹，其父母、熟人并未阻止。因引起他人关注后，段家人匆匆离去。期间，一位女性网友拍摄下段某某猥亵其妹的照片，向微博用户——作家陈岚投诉。当晚，陈岚在新浪微博将此事曝光。至13日，共有11万网友转发。
13日上午，南京铁路公安南京南所在官方微博回应陈岚，表示已展开调查。同日，南京警方表示事件正在调查中。14日，南京铁路警方在河南省滑县将段某某抓获。28日，段某某被批捕。

## 后续

### 案件性质争议
有律师认为，按照中国大陆性暴力法律，猥亵8岁以上女童的，属于自诉案件。如段某父母不追究其责任，他将仅受到治安处罚而免于刑事处罚。但这种说法，遭到了南京市公安局江宁分局的反驳，认为此案属公诉案件，段某父母是否追究段某责任与案件无关，公众不必担心。

### 曝光人被死亡威胁
15日的报道称，事件曝光后，陈岚在新浪微博收到几千条死亡威胁、辱骂，她的家庭地址、手机号码等具体訊息被公开。陈岚认为对她发出死亡威胁的人是由网路集结的恋童癖者。

## 涉事人员
| 人物   | 简介                                                     | 备注 |
| ------ | -------------------------------------------------------- | ---- |
| 段某某 | 与被猥亵女童为养兄妹关系。                               |      |
| 段父   | 同行者，女童养父。原为滑县人民政府下属某财政所的公务员。 |      |